# Peter Gabriel (I)
Peter Gabriel — дебютный студийный альбом британского рок-музыканта Питера Гэбриела, издан в 1977 году, первый из четырёх с одноимённым названием. Для работы над пластинкой Гэбриел собрал команду талантливых музыкантов, среди прочих: Тони Левин и Роберт Фрипп из King Crimson.
Чтобы не путать с другими записями, этот альбом часто называют просто — Peter Gabriel 1 или Car (рус. Автомобиль) ссылаясь на обложку альбома, сделанную Питером Кристоферсоном (из студии Hipgnosis). Автомобиль на фото — Lancia Flavia, который принадлежал Сторму Торгерсону.

## Список композиций
Все песни написаны Питером Гэбриелом, за исключением отмеченных.

#### Первая сторона
| №  | Название                                 | Длительность |
| -- | ---------------------------------------- | ------------ |
| 1. | «Moribund the Burgermeister»             | 4:20         |
| 2. | «Solsbury Hill»                          | 4:21         |
| 3. | «Modern Love»                            | 3:38         |
| 4. | «Excuse Me» (Питер Гэбриел, Мартин Холл) | 3:20         |
| 5. | «Humdrum»                                | 3:25         |

#### Вторая сторона
| №  | Название                  | Длительность |
| -- | ------------------------- | ------------ |
| 1. | «Slowburn»                | 4:36         |
| 2. | «Waiting for the Big One» | 7:15         |
| 3. | «Down the Dolce Vita»     | 5:05         |
| 4. | «Here Comes the Flood»    | 5:38         |

## Участники записи
- Питер Гэбриел — вокал, клавишные, флейта, блокфлейта
- Аллан Шварцберг[англ.] — ударные
- Тони Левин — бас-гитара, туба, leader of the Barbershop Quartet
- Джим Маэлен[англ.] — перкуссия, synthibam, bones
- Стив Хантер[англ.] — электро, акустическая и ритм гитары, педальная слайд-гитара
- Роберт Фрипп — электро и классическая гитары, банджо
- Джозеф Чировски — клавишные
- Ларри Фаст[англ.] — синтезатор, программирование
- Дик Вагнер[англ.] — бэк-вокал и соло-гитара на «Here Comes the Flood» и «Slowburn»
- London Symphony Orchestra — «Down the Dolce Vita» и «Here Comes the Flood»
- Майкл Гиббс[англ.] — аранжировка оркестра

## Позиции в хит-парадах
| Год  | Хит-парад                        | Высшая позиция | Пребывание в чарте |
| ---- | -------------------------------- | -------------- | ------------------ |
| 1977 | Австралия (Kent Music Report)    | 50             | нет данных         |
| 1977 | Великобритания (UK Albums Chart) | 7              | 19 недель          |
| 1977 | Канада (RPM Albums Chart)        | 30             | 14 недель          |
| 1977 | Нидерланды (Album Top 100)       | 9              | 14 недель          |
| 1977 | Норвегия (VG-lista)              | 13             | 2 недели           |
| 1977 | США (Billboard 200)              | 38             | 17 недель          |
| 1977 | Франция (SNEP)                   | 5              | 48 недель          |
| 1977 | ФРГ (Offizielle Top 100)         | 24             | 11 недель          |
| 1977 | Швеция (Sverigetopplistan)       | 13             | 6 недель           |

| Хит-парад (1977)             | Позиция |
| ---------------------------- | ------- |
| Великобритания (Gallup Poll) | 42      |

## Сертификации
| Регион | Сертификация | Продажи  |
| --- | ------------ | -------- |
| Австралия (ARIA) | Золотой      | 20 000^  |
| Великобритания (BPI) | Золотой      | 100 000^ |
| Германия (BVMI) | Золотой      | 250 000^ |
| США (RIAA) | Золотой      | 500 000^ |
| Франция (SNEP) | Золотой      | 100 000* |
| * Данные о продажах приведены только на основе сертификации. ^ Данные о тиражах приведены только на основе сертификации. |              |          |